# Gare routière de Preston
La gare routière de Preston (en anglais : Preston bus station) est la gare routière principale de la ville de Preston dans le Lancashire, en Angleterre.
Elle a été construite par Ove Arup and Partners (Arup Group) dans le style brutaliste entre 1968 et 1969, sur une conception de Keith Ingham et Charles Wilson de Building Design Partnership avec E. H. Stazicker.
Dans les années 2000, le bâtiment distinctif a été menacé de démolition dans le cadre du projet de réaménagement Preston Tithebarn (en) du conseil municipal. Après deux tentatives infructueuses, il a obtenu le statut de bâtiment classé Grade II en septembre 2013, ce qui a permis sa rénovation et sa réouverture officielle en 2018.

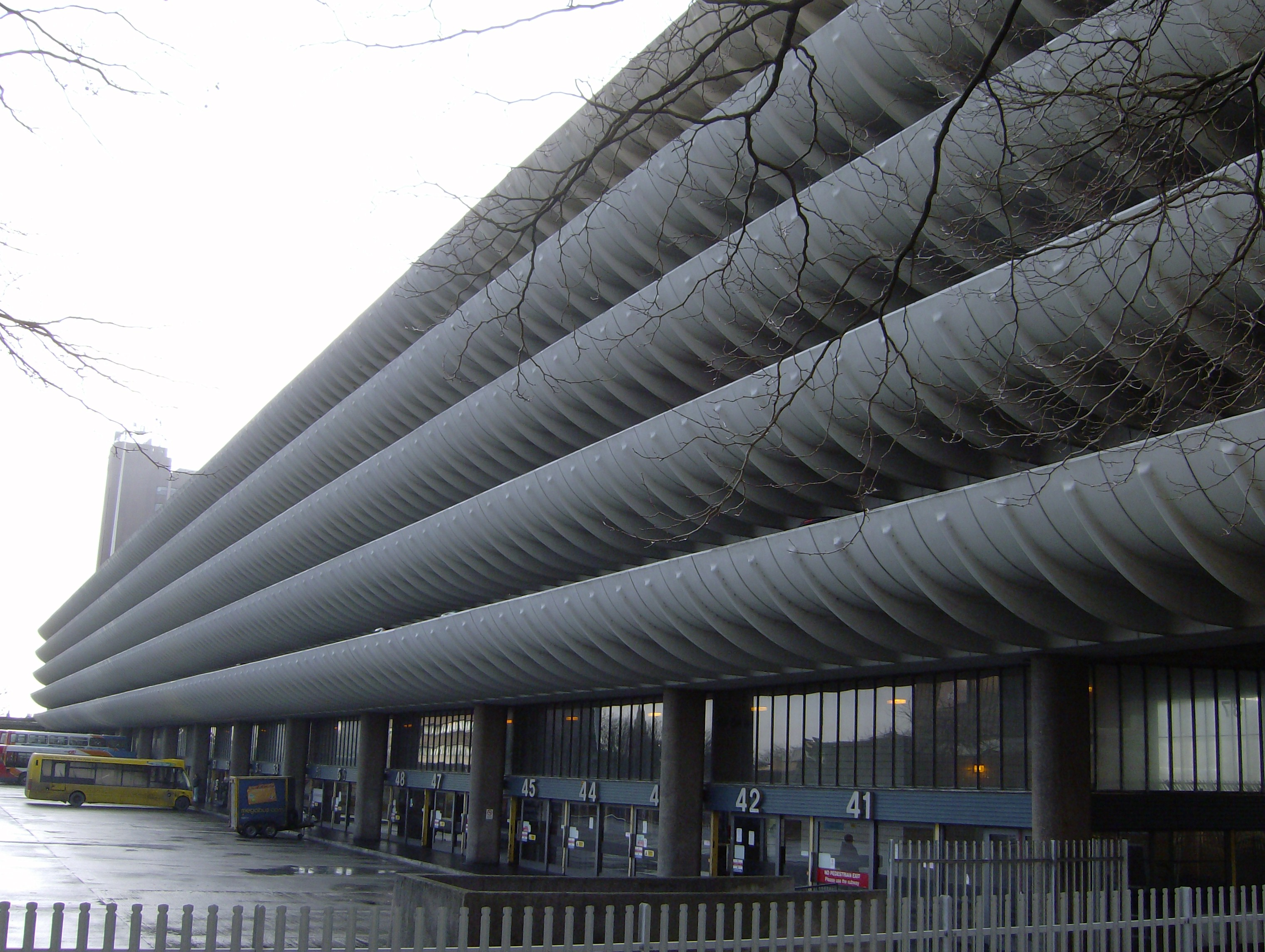
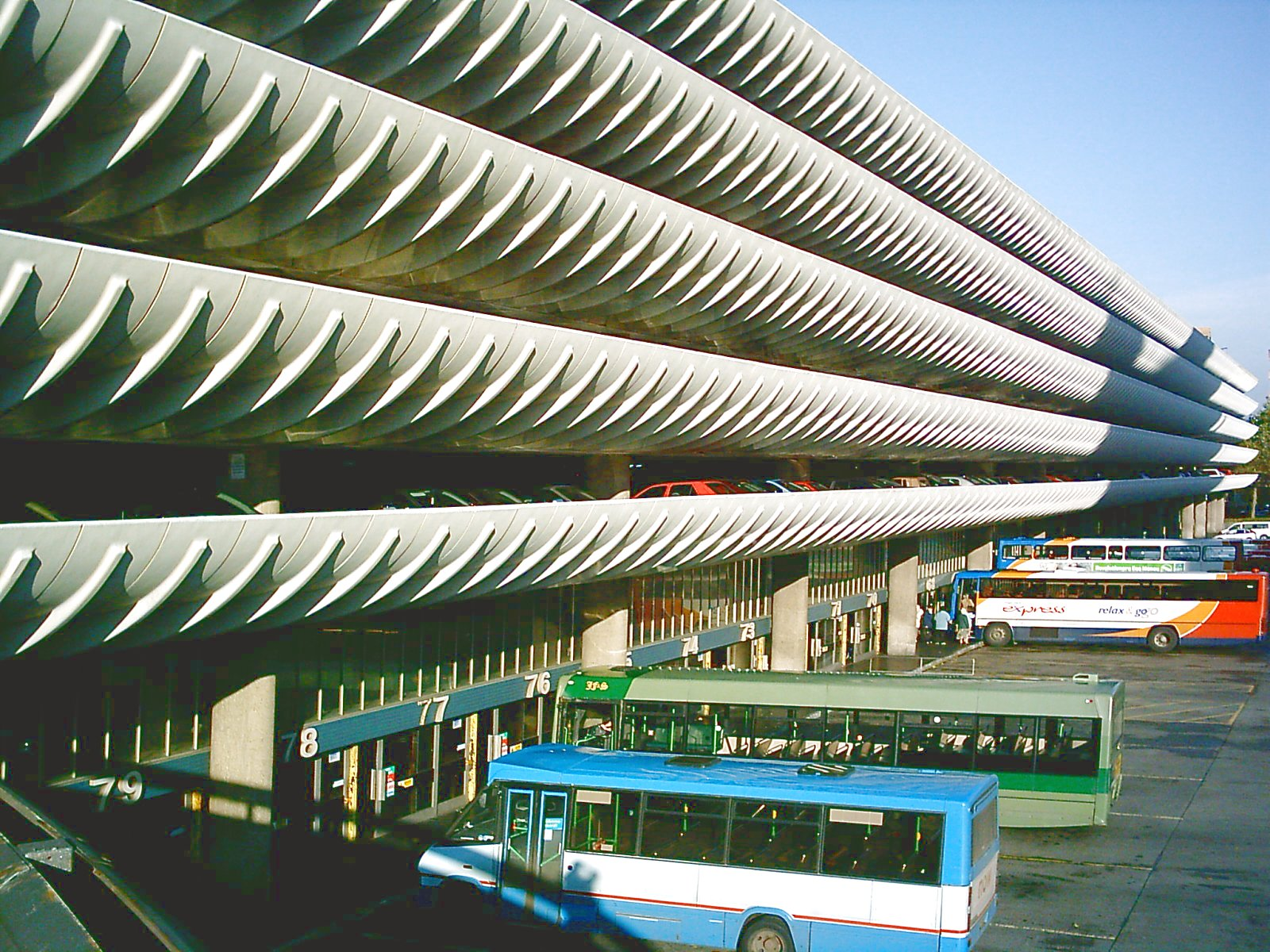
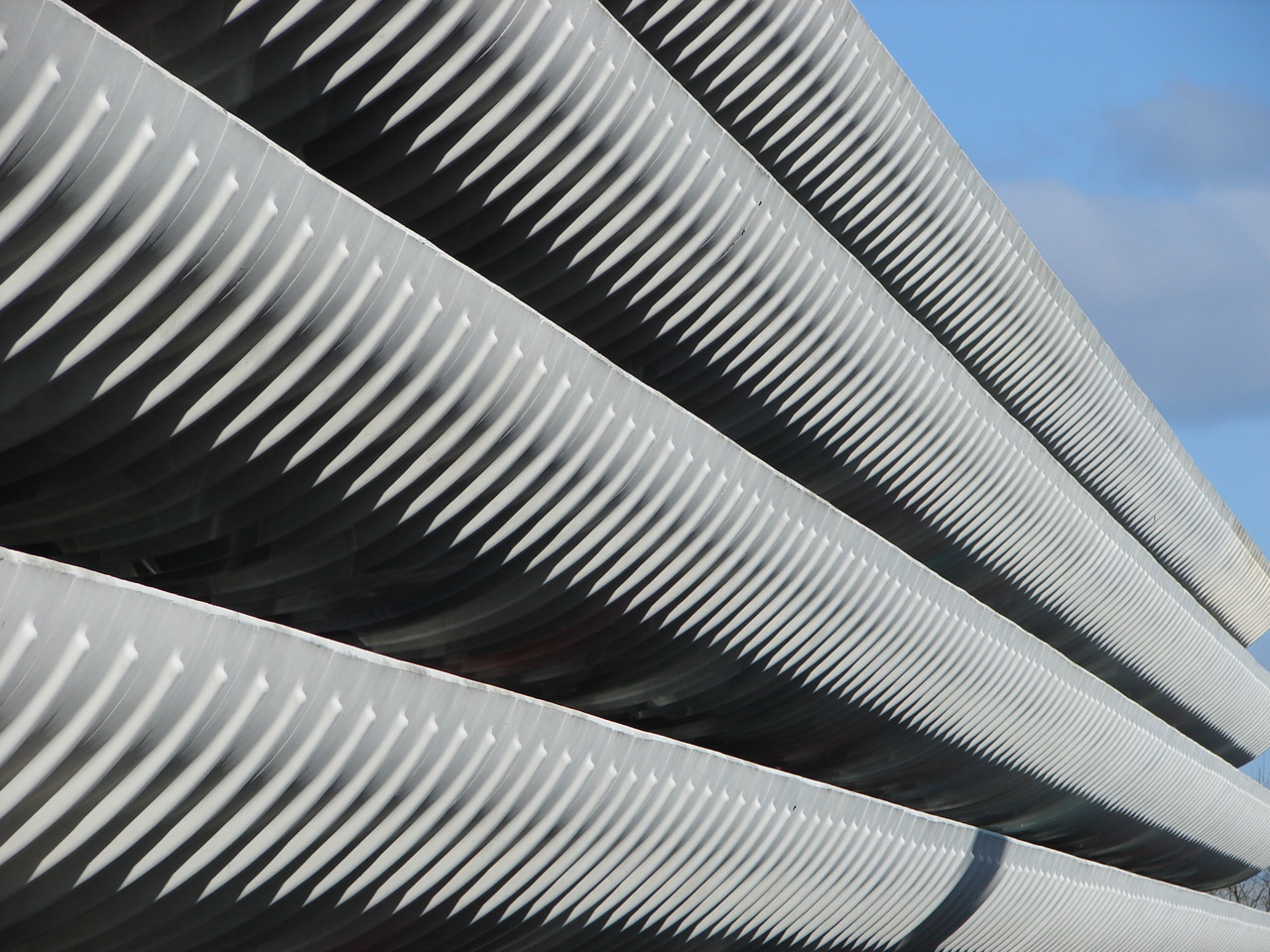
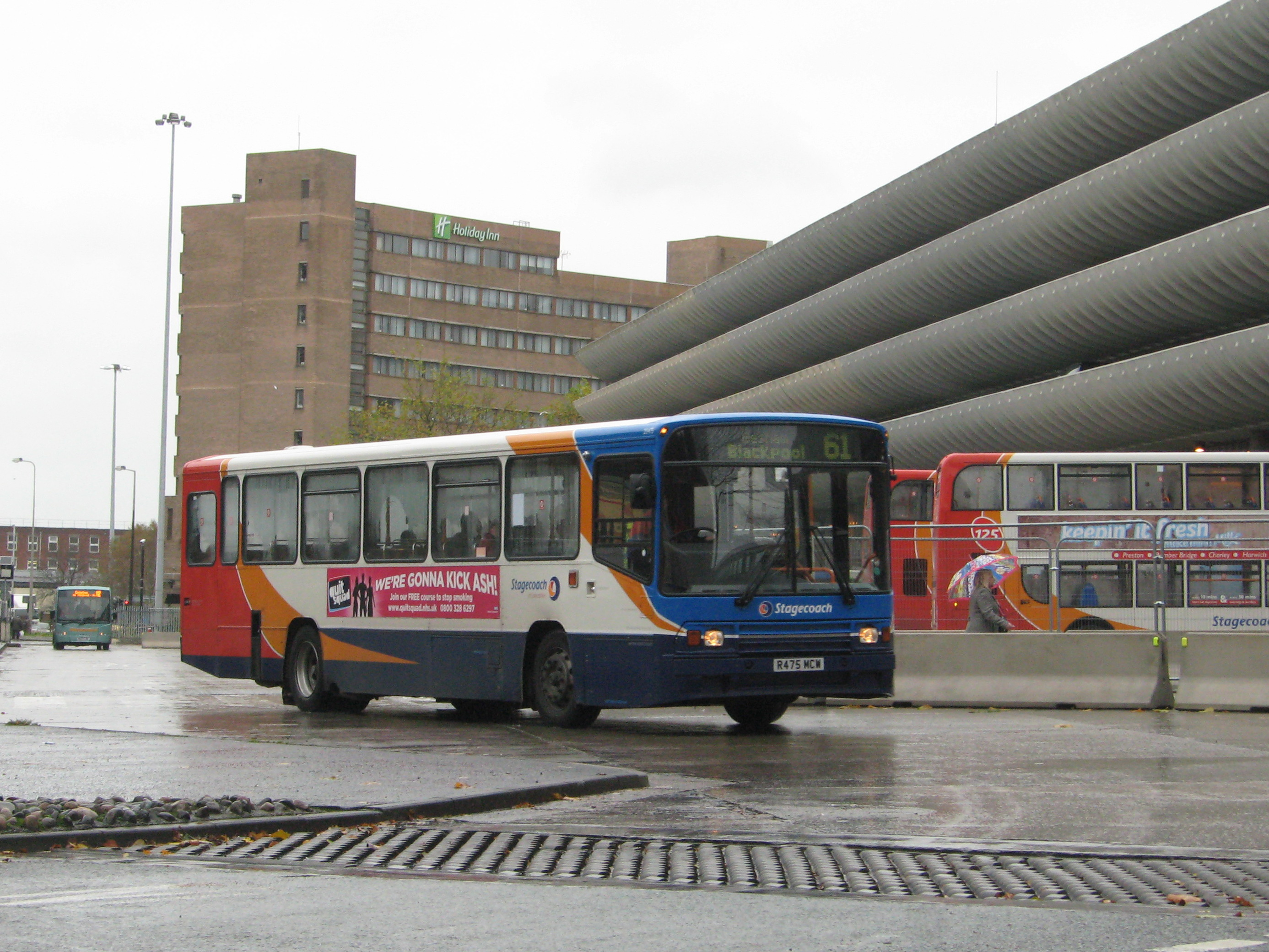